# Олександрівський район (Кіровоградська область)
Олекса́ндрівський райо́н — колишня  адміністративно-територіальна одиниця у складі Кіровоградської області України. Площа — 1159  км² (4,7 % площі області). Адміністративний центр — смт Олександрівка. Населення становить 26  267 осіб (на 1 січня 2019 року).

## Географія
Район простягається з північного сходу на південний захід на 95 км, з півночі на південь — на 50 км. Площа району становить 11 160 км² (0,2 % площі України і 4,9 % площі Кіровоградської області). На півночі район межує з Чигиринським, на північному заході — з Кам'янським районами Черкаської області, на сході і південному сході — зі Знам'янським, на півдні — з Кропивницьким, на заході — з Новомиргородським районами Кіровоградської області.
Розташований він на межі лісостепу і степу, у помірному поясі центральної частини України, на північному заході Кіровоградської області.
Відстань від Кропивницького до Олександрівки становить 54 км.
Вигідність положення району зумовлюється рівним рельєфом, наявністю річок, помірним кліматом, родючими ґрунтами, сусідством з високорозвиненими в промисловому відношенні районами, а також наявністю транзитної залізниці й загальнодержавних магістралей.
Олександрівка лежить у низині. Низина є Бовтиською западиною. Вперше про западину згадує в 1933 році геолог Л. Г. Ткачук. В 1950 роках в районі з'явилися геофізики, дослідження яких показали, що Олександрівка, Стара Осота, Бірки, Івангород, Бовтишка знаходяться в центрі аномалії — мінімуму сили ваги. Корсунь-Новомиргородське плутон, до якого входить ця місцевість, був на той час малодослідженим, тому існувало припущення, що тут могли знаходитись багаті поклади корисних копалин. Вважалося, що западина може бути затокою древнього моря, яке розлилося в попередні епохи на території нинішньої Дніпровсько-Донецької низини. В 1953 році сюди завітав загін Петриківської геологорозвідувальної партії, який заклав у западині три свердловини. Проте вугілля та залізної руди не виявили. Через десять років розвідники під керівництвом Юліана Басса і старшого геолога Віктора Грабовського з Південно-Української геологорозвідувальної експедиції відновили пошуки горючих сланців. Поблизу села Бовтишки пробурили свердловину. Несподівано під осадковими породами відкрились вулканічні туфи, які на території Кіровоградщини не зустрічались. Заново складена геологами карта показала, що аномалія — не затока древнього моря, а автономна западина вулканічного походження з центром в Олександрівці. На території Олександрівського району діяв вулкан-гігант (в лісостеповій зоні України діяло два древні вулкани, інший невеликий вулкан діяв на території села Ротмістрівки Черкаської області). Діаметр кратера дорівнював 24 кілометрам. Також тут могли діяти декілька вулканів із спільним кратером. Це було більше як півтораста мільйона років тому, на початку юрського періоду.
Начальник гідрологічної партії Південно-Української геологічної експедиції А. П. Солодовниченко дійшов до думки, що в місцевості навколо Олександрівки існує кільцеподібний артезіанський басейн. На глибині 200 метрів можуть діяти термальні джерела, температура води на поверхні становить 16 градусів.
Агрокліматичні умови сприятливі для розвитку сільського господарства, запаси глини дають можливість розвивати виробництво цегли та будівництво.

### Природно-заповідний фонд

#### Ботанічні заказники
Братерські яри.

#### Ландшафтні заказники
Миколаївський (загальнодержавного значення), Розумівська балка, Чагар.

#### Орнітологічні заказники
Редьчине (загальнодержавного значення), Урочище Грабовате.

#### Ботанічні пам'ятки природи
Георгіївський гай, Дуби-велетні, Жовтий льон, Степові кургани.

#### Гідрологічні пам'ятки природи
Витоки річки Тясмина, Зубринець.

#### Заповідні урочища
Шавлієва балка.

## Історія
Олександрівський район створено в 1923 році.
05.02.1965 Указом Президії Верховної Ради Української РСР передано Цибулівську сільраду Олександрівського району до складу Знам'янського району.

## Адміністративний устрій
Район адміністративно-територіально поділяється на 3 селищну раду та 20 сільських рад, які об'єднують 53 населені пункти та підпорядковані Олександрівській районній раді. Адміністративний центр — смт Олександрівка.

## Населення
Розподіл населення за віком та статтю (2001)
| Стать | Всього | До 15 років | 15-24 | 25-44 | 45-64 | 65-85 | Понад 85 |
| --- | ------ | ----------- | ----- | ----- | ----- | ----- | -------- |
| Чоловіки | 16 291 | 2981        | 1894  | 4605  | 4439  | 2256  | 116      |
| Жінки | 19 716 | 2779        | 1791  | 4462  | 5330  | 4839  | 515      |
| \| Статево-вікова піраміда \| Статево-вікова піраміда \| Статево-вікова піраміда \| \| ----------------------- \| ----------------------- \| ----------------------- \| \| Чоловіки \| Вік \| Жінки \| \| 116 \| 85 + \| 515 \| \| 171 \| 80-84 \| 669 \| \| 509 \| 75-79 \| 1428 \| \| 770 \| 70-74 \| 1547 \| \| 806 \| 65-69 \| 1195 \| \| 1449 \| 60-64 \| 1819 \| \| 854 \| 55-59 \| 1183 \| \| 1059 \| 50-54 \| 1210 \| \| 1077 \| 45-49 \| 1118 \| \| 1192 \| 40-44 \| 1098 \| \| 1166 \| 35-39 \| 1117 \| \| 1134 \| 30-34 \| 1152 \| \| 1113 \| 25-29 \| 1095 \| \| 905 \| 20-24 \| 913 \| \| 989 \| 15-20 \| 878 \| \| 1300 \| 10-14 \| 1147 \| \| 1029 \| 5-9 \| 989 \| \| 652 \| 0-4 \| 643 \| |        |             |       |       |       |       |          |
| Статево-вікова піраміда |        |             |       |       |       |       |          |
| Чоловіки | Вік    | Жінки       |       |       |       |       |          |
| 116 | 85 +   | 515         |       |       |       |       |          |
| 171 | 80-84  | 669         |       |       |       |       |          |
| 509 | 75-79  | 1428        |       |       |       |       |          |
| 770 | 70-74  | 1547        |       |       |       |       |          |
| 806 | 65-69  | 1195        |       |       |       |       |          |
| 1449 | 60-64  | 1819        |       |       |       |       |          |
| 854 | 55-59  | 1183        |       |       |       |       |          |
| 1059 | 50-54  | 1210        |       |       |       |       |          |
| 1077 | 45-49  | 1118        |       |       |       |       |          |
| 1192 | 40-44  | 1098        |       |       |       |       |          |
| 1166 | 35-39  | 1117        |       |       |       |       |          |
| 1134 | 30-34  | 1152        |       |       |       |       |          |
| 1113 | 25-29  | 1095        |       |       |       |       |          |
| 905 | 20-24  | 913         |       |       |       |       |          |
| 989 | 15-20  | 878         |       |       |       |       |          |
| 1300 | 10-14  | 1147        |       |       |       |       |          |
| 1029 | 5-9    | 989         |       |       |       |       |          |
| 652 | 0-4    | 643         |       |       |       |       |          |

Національний склад населення за даними перепису 2001 року:
| Національність | Кількість осіб | Відсоток |
| -------------- | -------------- | -------- |
| українці       | 38493          | 93,64 %  |
| росіяни        | 1592           | 3,87 %   |
| молдовани      | 280            | 0,68 %   |
| білоруси       | 226            | 0,55 %   |
| вірмени        | 145            | 0,35 %   |
| інші           | 372            | 0,90 %   |

Мовний склад населення за даними перепису 2001 року:
| Мова       | Кількість осіб | Відсоток |
| ---------- | -------------- | -------- |
| українська | 39065          | 95,03 %  |
| російська  | 1558           | 3,79 %   |
| молдовська | 172            | 0,42 %   |
| вірменська | 100            | 0,24 %   |
| білоруська | 85             | 0,21 %   |
| інші       | 128            | 0,31 %   |

## Пам'ятки
В Олександрівському районі Кіровоградської області на обліку перебуває 63 пам'ятки історії.
В Олександрівському районі Кіровоградської області на обліку перебуває 12 пам'яток архітектури.
В Олександрівському районі Кіровоградської області на обліку перебуває 99 археологічних пам'яток.

## Персоналії
У районі народилися:
- Митрополит Іван (Павловський) — Павловський Іван Данилович (*1893 — † серпень 1936) — митрополит Української Автокефальної Православної Церкви (1930—1936)
- Авдієвський Анатолій Тимофійович (1933) — хоровий диригент, композитор, народний артист СРСР (1983)
- Петренко Іван Данилович (с. Бовтишка) — краєзнавець, член Національної спілки краєзнавців України, педагог. Заслужений працівник культури України. Почесний член Національної спілки краєзнавців України. Почесний краєзнавець Кіровоградщини.
- Піддубний Микола Олегович — генерал-лейтенант міліції; Заслужений юрист України.

## Політика
25 травня 2014 року відбулися Президентські вибори України. У межах Олександрівського району було створено 46 виборчих дільниць. Явка на виборах складала — 59,74 % (проголосували 14 277 із 23 897 виборців). Найбільшу кількість голосів отримав Петро Порошенко — 51,42 % (7 341 виборців); Юлія Тимошенко — 15,49 % (2 211 виборців), Олег Ляшко — 13,43 % (1 917 виборців), Анатолій Гриценко — 6,13 % (875 виборців), Сергій Тігіпко — 3,42 % (488 виборців). Решта кандидатів набрали меншу кількість голосів. Кількість недійсних або зіпсованих бюлетенів — 1,20 %.